# Квартенг, Квази
Квази Альфред Аддо Квартенг (англ. Kwasi Alfred Addo Kwarteng; род. 26 мая 1975, Лондон) — британский политик, член Консервативной партии, министр предпринимательства, энергетики и промышленной стратегии Великобритании (2021—2022). Канцлер казначейства (с 6 сентября до 14 октября 2022).

## Биография
Квази Квартенг родился в семье выходцев из Ганы, его отец работал экономистом в секретариате Содружества, а сам он в восьмилетнем возрасте отправился на учёбу в подготовительную школу-интернат. Затем окончил Итонский колледж, поступил в Тринити-колледж (Кембридж). Получив стипендию Кеннеди, окончил магистратуру Гарвардского университета, затем получил в Кембридже степень доктора философии по экономической истории. Некоторое время работал аналитиком в инвестиционных банках.
В 2010 году победил на выборах в округе Спелторн (графство Суррей) с результатом 47,1 %.
В 2011 году обратил на себя внимание специалистов, издав свою первую книгу «Ghosts of Empire: Britain’s Legacies in the Modern World» («Призраки империи: Наследие Британии в современном мире»).
Занимал должность парламентского личного секретаря канцлера казначейства Филипа Хэммонда, выступал за выход Великобритании из Евросоюза. 16 ноября 2018 года впервые был привлечён к работе в правительстве на должности парламентского помощника министра по выходу из ЕС.

### Работа в правительствах Бориса Джонсона
24 июля 2019 года при формировании правительства Бориса Джонсона назначен младшим министром предпринимательства и энергетики с правом участия в заседаниях Кабинета.
8 января 2021 года назначен министром предпринимательства, энергетики и промышленной стратегии во втором правительстве Джонсона.

### Работа в правительстве Лиз Трасс
6 сентября 2022 года при формировании правительства Лиз Трасс получил ключевой портфель канцлера Казначейства.
14 октября, спустя 38 дней после вступления в должность, был уволен Лиз Трасс из-за нестабильности в его программе по мини-бюджету. Он оказался вторым самым кратковременным канцлером Великобритании, первый это Иан Маклеод который пробыл канцлером всего 30 дней, после чего умер от сердечного приступа в 1970 г. Накануне политик заявлял, что «стопроцентно не собирается в отставку».

## Труды
- Ghosts of Empire: Britain's Legacies in the Modern World (англ.). — Bloomsbury, London, 2011. — ISBN 9781408822906.
- In collaboration with Priti Patel, Dominic Raab, Chris Skidmore[англ.] and Liz Truss. After the Coalition (англ.). — Biteback, London, 2011. — ISBN 9781849542128.
- In collaboration with Jonathan Dupont. Gridlock Nation (англ.). — Biteback, London, 2011. — ISBN 9781849541121.
- In collaboration with Priti Patel, Dominic Raab, Chris Skidmore and Liz Truss. Britannia Unchained: Global Lessons for Growth and Prosperity[англ.] (англ.). — Palgrave Macmillan, London, 2012. — ISBN 9781137032232.
- War and Gold: A Five-Hundred-Year History of Empires, Adventures and Debt (англ.). — Bloomsbury, London, 2014. — ISBN 9781408831687.
- Thatcher's Trial: Six Months That Defined a Leader (англ.). — Bloomsbury, London, 2015. — ISBN 9781408859179.